# امیرعلی قلی‌زاده
امیرعلی قلیزاده توسرانی معروف به امیرعلی قلی‌زاده (زاده ۱۵ اسفند ۱۳۷۸ در رشت) عضو تیم ملی بسکتبال ایران است. او که هم‌اکنون در تیم شهرداری گرگان عضویت دارد، سابقه بازی برای تیم ذوب‌آهن اصفهان را هم در لیگ برتر بسکتبال ایران در کارنامه خود دارد.

## لژیونر شدن
قلی‌زاده در کنار سابقه بازی در لیگ برتر بسکتبال ایران، سابقه عضویت تیم‌های شیکاگو استیت و دانشگاه فلوریدا آمریکا را هم دارد و در کلاس‌های شوتینگ گارد که به میزبانی کشور کانادا برگزار شد، در جمع ۲۵ نفر برتر حضور داشت.
امیرعلی قلی‌زاده همراه با تیم ملی بسکتبال ایران توانست در بازی‌های آسیایی هانگژو حضور پیدا کند.